# Завод капролактаму в Кастельйон-де-ла-Плана
Завод капролактаму в Кастельйон-де-ла-Плана — виробничий майданчик на cході Іспанії.
У 1969 році компанія Productos Quimicos ESSO, що належала нафтогазовому гіганту ExxsonMobil та Banco Español de Crédito (BANESTO), ввела в дію завод капролактаму у Кастельйон-де-ла-Плана. В 1975-му BANESTO викупив всі акції, після чого найменування безпосереднього власника майданчику змінили на Productos Químicos del Mediterráneo (Proquimed), що увійшов до групи Petromed. У 1991-му British Petroleum купила Petromed, а за три роки продала завод у Кастельйоні японській UBE Corporation, що контролює його через компанію UBE Corporation Europe.
На момент запуску завод міг продукувати 20 тисяч тонн капролактаму на рік, крім того, оскільки технологічний процес передбачав обробку сульфатною кислотою, як важливий супутній продукт отримували 80 тисяч тонн азотного добрива — сульфату амонію. Наприкінці 1990-х майданчик міг уже продукувати 310 тисяч тонн сульфату амонію на рік, а станом на другу половину 2010-х його потужність досягнула 95 тисяч тонн капролактаму та 400 тисяч тонн сульфату амонію. Крім того, могли випускати 4500 тонн гліколей (гександіол, пентандіол) та 6000 тисяч тонн полікарбонатних гліколей.
Продукування необхідної для технологічного процесу сульфатної кислоти організували на тому ж майданчику. Первісно сировиною для її виробництва були пірити (можливо відзначити, що з кінця 19 століття розташована на півдні Іспанії провінція Уельва була відома як виробник піритів світового значення), а станом на середину 2000-х замість них вже використовували сірку, при цьому майданчик у Кастельйоні міг випускати 90 тисяч тонн сульфатної кислоти на рік.